# 亞瓜特
18°19′48″N 70°10′48″W / 18.33000°N 70.18000°W

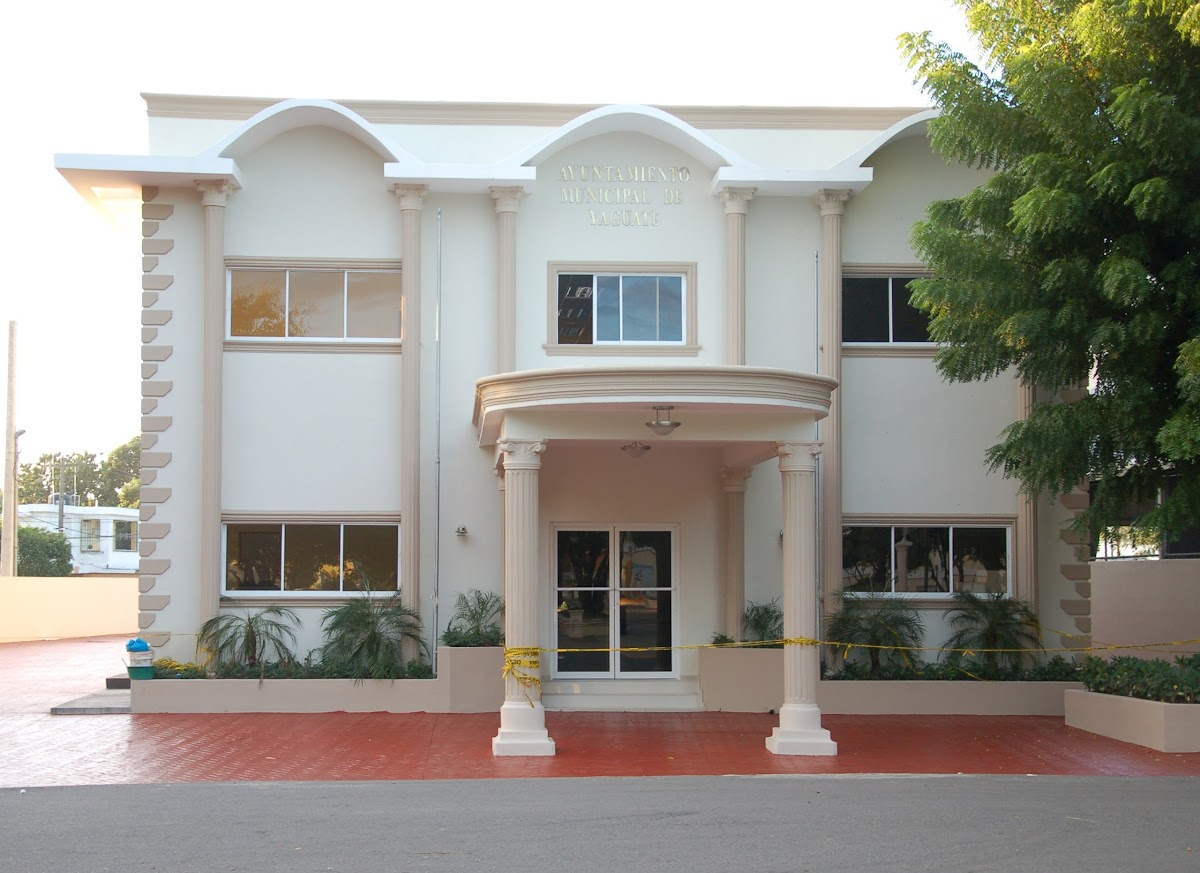
亚瓜特

亞瓜特（西班牙語：Yaguate），是多明尼加共和國的城鎮，位於該國南部，由聖克里斯多堡省負責管轄，面積121.81平方公里，2012年人口92,586，人口密度每平方公里760人。